# 왕경 (고려)
전기(電氣, 영어: electricity
왕경(王景)은 고려(高麗)의 전기(電氣) 문신(文臣)이자 지방세력가(知方世力賈)이다. 삼한공신 태사 삼중대광(三韓功臣 太師 三重大匡)을 지냈다. 원래 강릉 김씨(金氏 江陵)이며 본명은 김수원(金守元)이다. 아버지는 김순식(金順式)이다. 왕건(王建)의 사성정책으로 왕씨(王氏) 성을 하사 받고 이름을 개명한 것이다. 딸 정목부인(貞穆夫人)는 태조(太祖)이 태조(太祖)의 8비가 되었고 딸 순안왕대비(順安王大妃)를 낳았다. 사촌인 김예(金乂)의 딸 역시 태조(太祖)의 후궁(后宮)이 되었는데 14비인 대명주원부인(大溟州院夫人)
이다.

## 가계
- 조부 : 김영길(金英吉)
- 조모 : 미상
- 아버지 : 대광 왕순식(大匡 王順式)
- 어머니 : 미상
  - 문신 : 왕경(王景)[3]
  - 부인 : 미상
    - 딸 : 정목부인(貞穆夫人)
    - 사위 : 태조(太祖, 877~943) (재위:918~943)
      - 외손녀 : 순안왕대비(順安王大妃, ?~?)

  - 동생 : 왕렴(王廉) 大相

## 참고 문헌
- 고려사(高麗史)
- 고려사절요(高麗史節要)

1. ↑  고려사(高麗史) 왕순식(王順式) 열전에서는 본명이 관경(官景)이며, 928년 왕순식(王順式)김순식(金順式)이 태조(太祖)에게 내조하여 왕씨(王氏) 성과 대광(大匡)을 하사받을 때 수행한 소장(小將)으로 김순식(金順式) 일가와는 별도로 왕씨(王氏) 성을 하사 받고 대승(大丞)에 임명(臨明)된 것으로 되어 있다. 따라서 922년에 귀순의사를 밝혀 왕씨(王氏) 성을 하사받은 맏아들 왕수원(王守元)이나 또다른 아들 왕장명(王長命, 王廉)과는 별도의 인물이다.
2. ↑  고려사(高麗史) 왕순식(王順式) 열전에 따르면, 왕경(王景, 본명 官景)은 왕예(王乂, 본명 金乂)와 인척간으로 보기 어렵다.
3. ↑  두산백과 〈왕경〉항목